# جورج سیدهم
جورج سیدهم (عربی: جورج سيدهم؛ زادهٔ ۲۸ مهٔ ۱۹۳۸) هنرپیشه اهل مصر است. او در پنج فیلم حضور داشته است.

## زندگی‌نامه
جورج سیدهم در ۲۸ مه ۱۹۳۸ در سوهاج مصر متولد شد و با لیندا مکرم، داروسازی که با وی تا زمان مرگش در سال ۲۰۲۰ زندگی کرد، ازدواج کرد.
سیدهم از کودکی عاشق بازیگری بود و در حالی که در دوره متوسطه بود، سرپرست تیم بازیگری مدرسه شد. وی مدرک لیسانس خود را از دانشکده کشاورزی، دانشگاه عین شمس در سال ۱۹۶۱ دریافت کرد.